# コンタリーニの聖母
『コンタリーニの聖母』（コンタリーニのせいぼ、伊: Madonna Contarini）は、イタリアのルネサンス期ヴェネツィア派の巨匠ジョヴァンニ・ベッリーニが1475年から1480年にかけて描いた板上の油彩画である。現在、ヴェネツィアのアカデミア美術館に所蔵されている。

## 概要
絵画は、前景の欄干の上に立っている幼子イエス・キリストを抱いている聖母マリアを表している。画面下には、画家の署名である「IOANNES BELLINVS」の紙片がある。祝福する幼子イエスは、10年内に、または数年後に描かれた『サン・ジョッベ祭壇画』と同様の特徴を持っている。アイコンのように見つめている様子は、ヴェネツィア派の源流の一つであったビザンチン絵画を想起させる。
背景は、丘と塔の見える街のある柔和な風景によって形成されている。

## サン・ジョッベ祭壇画

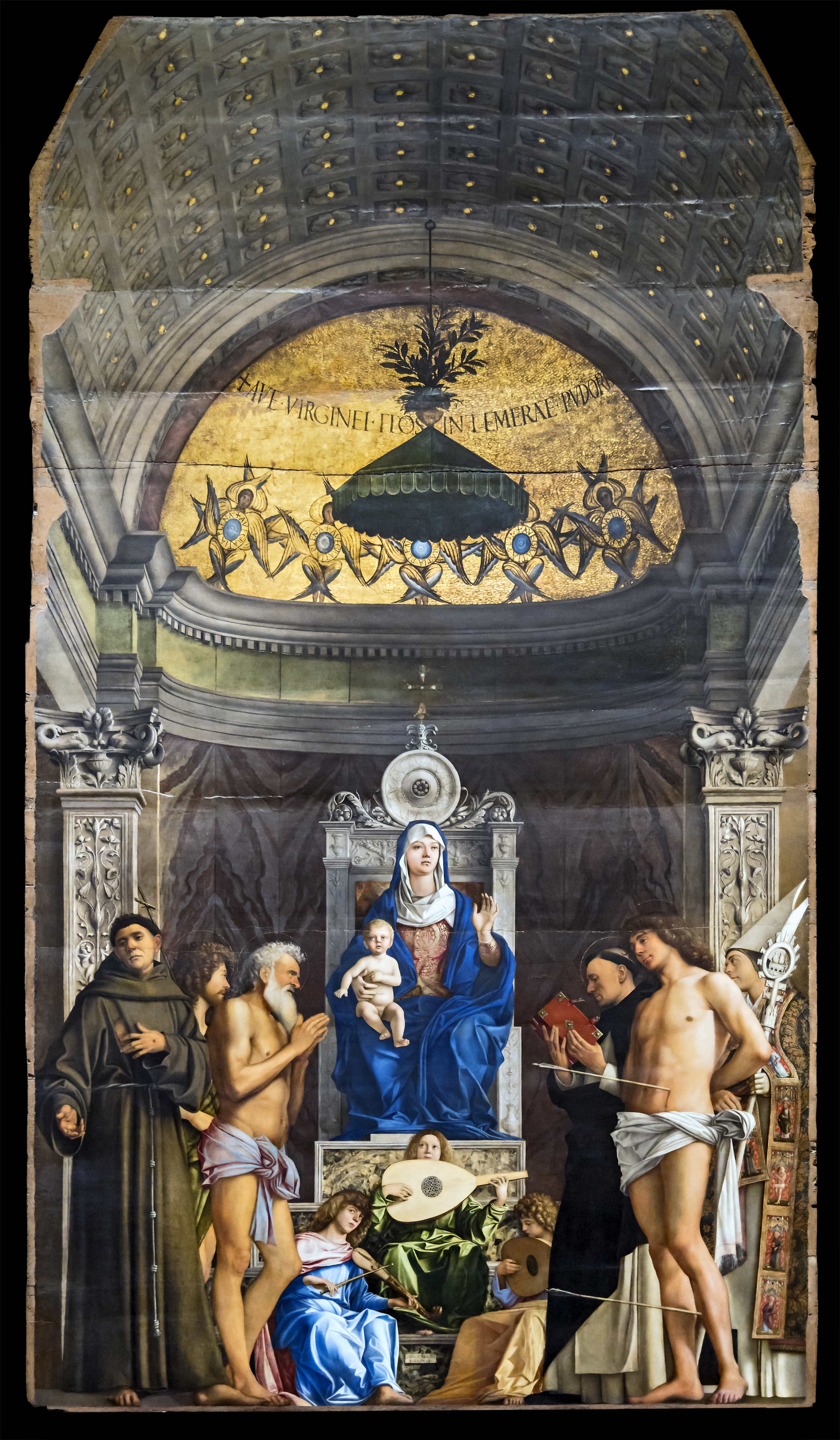
『サン・ジョッベ祭壇画』(1487-1488年ごろ)、アカデミア美術館 (ヴェネツィア)